# Municipio de Burdette (Dakota del Sur)
El municipio de Burdette (en inglés: Burdette Township) es un municipio ubicado en el condado de Hand en el estado estadounidense de Dakota del Sur. En el año 2010 tenía una población de 54 habitantes y una densidad poblacional de 0,59 personas por km².

## Geografía
El municipio de Burdette se encuentra ubicado en las coordenadas 44°40′41″N 98°45′57″O / 44.67806, -98.76583. Según la Oficina del Censo de los Estados Unidos, el municipio tiene una superficie total de 92.27 km², de la cual 92,27 km² corresponden a tierra firme y (0 %) 0 km² es agua.

## Demografía
Según el censo de 2010, había 54 personas residiendo en el municipio de Burdette. La densidad de población era de 0,59 hab./km². De los 54 habitantes, el municipio de Burdette estaba compuesto por el 100 % blancos. Del total de la población el 0 % eran hispanos o latinos de cualquier raza.